# Забрезје
Забрезје је насељено мјесто у општини Вареш, Босна и Херцеговина.

## Становништво
|             | 2013.      | 1991.       |
| Укупно      | 2 (100,0%) | 35 (100,0%) |
| Хрвати      | 2 (100,0%) | 14 (40,00%) |
| Југословени | –          | 8 (22,86%)  |
| Бошњаци     | –          | 7 (20,00%)1 |
| Срби        | –          | 4 (11,43%)  |
| Остали      | –          | 2 (5,714%)  |

1. 1 На пописима од 1971. до 1991. Бошњаци су пописивани углавном као Муслимани.